# Mathias Kifmann
Mathias Kifmann (* 22. Januar 1970 in Saarbrücken) ist ein deutscher Volkswirt. Er ist Professor für Volkswirtschaftslehre, insbesondere Ökonomik der Gesundheit und der Sozialen Sicherung an der Universität Hamburg und Kernmitglied des Hamburg Center for Health Economics.

## Leben
Mathias Kifmann legte sein Abitur am Hamburger Helene-Lange-Gymnasium 1989 ab. Er studierte Volkswirtschaftslehre an der Ludwig-Maximilians-Universität München und an der London School of Economics. Während seines Studiums war er Stipendiat der Studienstiftung des deutschen Volkes. Nach dem Abschluss als Diplom-Volkswirt im Jahr 1996 wurde er wissenschaftlicher Mitarbeiter und Assistent an der Universität Konstanz. Dort erfolgte 2001 die Promotion mit der Dissertation Insuring Premium Risk in Competitive Health Insurance Markets und 2005 die Habilitation Beiträge zur Finanzierung des Renten- und Gesundheitssystems. Ihm wurde die Venia Legendi für Volkswirtschaftslehre verliehen. Von 2006 bis 2010 war er Inhaber des Lehrstuhls für Finanzwissenschaft und Soziale Sicherung an der Universität Augsburg.
In seiner Forschung konzentriert sich Mathias Kifmann auf Fragen der Gesundheitsökonomik und der Sozialen Sicherung. Zu seinen Forschungsthemen gehören u. a. die optimale Gestaltung von Krankenversicherungsverträgen, die Finanzierung und Gestaltung sozialer Krankenversicherungssysteme und die Nachfrage nach Pflegeversicherung. Gemeinsam mit Friedrich Breyer und Peter Zweifel ist er Autor der Lehrbücher Gesundheitsökonomik und Health Economics. Er hat zahlreiche Aufsätze in deutsch- und englischsprachigen Fachzeitschriften mit Begutachtungsverfahren (Peer-Review) veröffentlicht.
Mathias Kifmann gehört zu den Gründungsmitgliedern der Deutschen Gesellschaft für Gesundheitsökonomie.

## Buchveröffentlichungen
- Health Economics, 2. Aufl., New York: Springer (2009) (mit Friedrich Breyer und Peter Zweifel).
- Gesundheitsökonomik, 5. Aufl., Berlin: Springer (2004) (mit Friedrich Breyer und Peter Zweifel).
- Insuring Premium Risk in Competitive Health Insurance Markets. Tübingen: Mohr Siebeck (2002).